# Eumichtis commixta
Eumichtis commixta là một loài bướm đêm trong họ Noctuidae.